# Simon von Speyer
Simon von Speyer OCarm (* in Speyer ?; † 7. Januar 1403) war Weihbischof in Köln.

## Leben
Der wohl aus Speyer stammende Provinzial der Karmeliten wurde nach seiner Promotion in Theologie an der Sorbonne 1376 Regens der Generalstudien des Ordens am Karmeliterkloster in Köln und nach ihrer Gründung 1388 einer der ersten Theologieprofessoren der mittelalterlichen Universität zu Köln. Zudem fungierte er als Weihbischof unter Erzbischof Friedrich III. von Saarwerden.